# Giaura bostrycodes
Giaura bostrycodes är en fjärilsart som beskrevs av George Thomas Bethune-Baker 1911. Giaura bostrycodes ingår i släktet Giaura och familjen trågspinnare. Inga underarter finns listade i Catalogue of Life.